# Vetenskapsåret 1746

## Händelser
- John Ruebuck uppfinner blykammarprocessen för tillverkning av svavelsyra.
- Andreas Sigismund Marggraf isolerar zink.
- Jean-Étienne Guettard presenterar den första mineralogiska kartan över Frankrike för Franska vetenskapsakademin.
- Jean le Rond d'Alembert utvecklar teorin för komplexa tal.
- Eva Ekeblad upptäcker hur man gör mjöl och alkohol av potatis.[källa behövs]

## Pristagare
- Copleymedaljen: Benjamin Robins, brittisk matematiker och ingenjör.

## Födda
- 7 mars - André Michaux (död 1802), fransk matematiker.
- 10 maj - Gaspard Monge (död 1818), fransk matematiker.
- 20 maj - Andreas Berlin (död 1773), svensk botaniker.
- 7 juli - Giuseppe Piazzi (död 1826), italiensk matematiker och astronom.
- 2 oktober - Petter Jakob Hjelm (död 1813), svensk kemist.
- 11 november - Jacques Charles (död 1823), fransk fysiker.
- Jean Louis Baudelocque (död 1810), fransk läkare.
- Giovanni Battista Venturi (död 1822), italiensk fysiker.
- Louise du Pierry (död 1807), fransk astronom.

## Avlidna
- 14 juni - Colin Maclaurin (född 1698), skotsk matematiker.
- 14 november - Georg Wilhelm Steller (född 1709), tysk naturforskare.
- December - Christoffer Tärnström (född 1711), en av Linnés lärjungar.